# Alonso de Salazar
Toribio Alonso de Salazar (Las Encartaciones, Actual Vizcaya, siglo XV – algún lugar en el Pacífico, 5 de septiembre de 1526) fue un navegante español que participó en la expedición de García Jofre de Loaísa. Durante poco menos de un mes comandó dicha expedición, muriendo de escorbuto. A su mando se descubrieron las islas Marshall.

## Biografía
Nacido en Burgos, España, Salazar se sintió atraído desde la juventud por el mar y los viajes de exploración. Se enroló en la cúspide de su carrera en la expedición de García Jofre de Loaisa, en la que fue nombrado tesorero en la nao San Lesmes, de 96 toneladas y al mando de Francisco de Hoces. La expedición zarpó del puerto de La Coruña antes del amanecer del 24 de julio de 1525, con una flota de seis barcos.
La expedición fue una sucesión de desastres, calamidades y deserciones. Durante el viaje murieron, entre otros, el capitán García Jofre de Loaisa y Juan Sebastián Elcano. Tres de las naves no llegaron a cruzar el estrecho de Magallanes y solo una, la nave capítana, la Santa María de la Victoria logró alcanzar las Molucas, donde la tripulación tuvo que enfrentarse con los portugueses durante casi un año. Tras sufrir vicisitudes innúmeras a lo largo de un durísimo y amargo viaje, solo 24 hombres de esta nao lograron regresar a España: en la expedición habían partido más de 450 hombres.
Al abordar el estrecho de Magallanes la San Lesmes se vio obligada a correr el temporal y viajar hasta los 55.º de latitud sur, convirtiéndose en los primeros en descubrir el paso del cabo de Hornos, en el terrible extremo austral del continente. Se anticiparon así 55 años al pirata Francis Drake, y es por ello que en España se llama mar de Hoces al que los anglosajones y latinoamericanos conocen como «pasaje de Drake». La flota logró atravesar el estrecho el 26 de mayo de 1526, tras 48 días de travesía por el mismo.

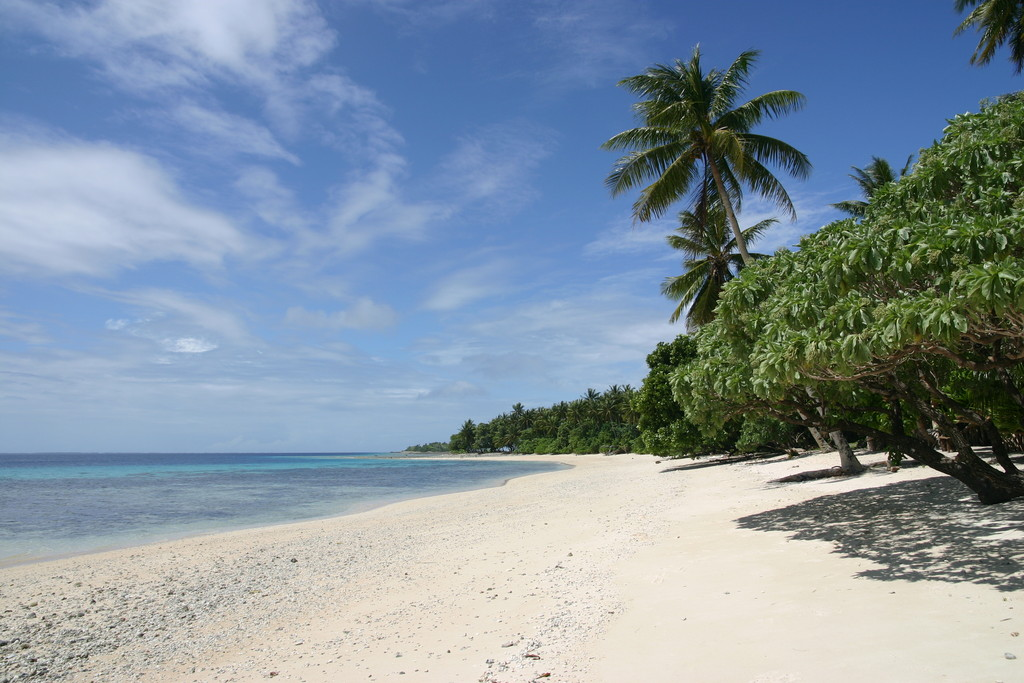
Imagen de las islas Marshall.

En la travesía del Pacífico las naves fueron separadas y de la San Lesmes ya nunca más se supo, aunque Salazar ya no viajaba en ella sino en la nave capitana. Tras el fallecimiento de Loaísa el 30 de junio, se hizo cargo del mando Elcano, que falleció cinco días después. Salazar asumió la capitanía general de la expedición el 6 de agosto de 1526, siendo su primer acto en la jefatura enterrar con honores al fallecido Elcano. Salazar tomó el mando de la nave Santa María de la Victoria, única embarcación sobreviviente y capitaneó la expedición, ya desastrosa. Su corta jefatura se debió al escorbuto, que causó estragos en la expedición y les costó la vida a la mayoría de los tripulantes y la pérdida de las naves.
En su corta jefatura, sin embargo se encuentra un gran logro, ya que Salazar fue el primer europeo en descubrir las islas Marshall, el 21 de agosto de 1526, aunque no se tiene constancia de que atracaran. También se cree que avistó el atolón Bokak.
Tras dejar la isla de Guam, la salud de Salazar se deterioró aceleradamente y falleció el 5 de septiembre de 1526, víctima también del escorbuto que acabó con la mayoría de la tripulación. Al fallecer se formó un conflicto para sucederle que acabó al hacerse cargo del mando Martín Íñiguez de Carquizano.